# Ludwig Bayern
Prins Ludvig Henrik af Bayern (tysk: Ludwig Heinrich Prinz von Bayern) (født 14. juni 1982 i Landsberg am Lech) er en tysk erhvervsmand i IT-branchen og ulandshjælper. 

## Forfædre
Ludvig Henrik af Bayern er den ældste søn af prins Luitpold af Bayern. 
Han er tipoldesøn af Ludvig 3., der var den sidste konge af Bayern, og han er oldesøn af Rupprecht, kronprins af Bayern samt sønnesøn af prinsesse Irmingard af Bayern. 
I arvefølgen i det Wittelsbachske fyrstehus er han nummer tre. Hans far er nummer to, og Max Emanuel, hertug i Bayern (faderens fætter) er nummer et.

## Navne
Ludvig Henrik af Bayern er også kendt som Ludwig Bayern og som Ludwig Bayer.